# 石佛寺镇 (武穴市)
石佛寺镇，是中华人民共和国湖北省黄冈市武穴市下辖的一个乡镇级行政单位。

## 行政区划
石佛寺镇下辖以下地区：
石佛寺社区、陈德云村、冯秀村、武山寨村、杨林村、李世英村、贾家村、胡罗玉村、湖南畈村、魏高邑村、机车下村、蔡启常村、杨民望村、朱华村、宋巷村、苏天一村、孙福二村、观音湖村、董官房村、王胜祖村、伊家桥村、董家山村、峨山村、朱河村、张岭上村、鸡公岭村、胡家垅村、胡福泗村、游家咀村和连湖村。

## 交通
- 京九铁路：武穴站